# Pirrichio
Il pirrichio (in greco antico: πυρρίχιος?, pyrríchios; in latino pyrrichius) è un piede della metrica greco-latina composto da due sillabe brevi.
Rapido e molto breve, il pirrichio non è un vero e proprio piede (Aristosseno di Taranto, antico metricista greco, non lo inserì nemmeno fra di essi), ma può essere considerato tale.
Il suo nome deriva da πυρρίχη, una danza cretese per i soldati.